# Potok pri Komendi
Potok pri Komendi este o localitate din comuna Komenda, Slovenia.